# Майк Лоурі
Ма́йк Ло́урі (англ. Mike Lowry), повне ім'я Майкл Едвард Лоурі (англ. Michael Edward Lowry; 8 березня 1939, Сент-Джон (Вашингтон) (St. John, Washington), штат Вашингтон, США — 1 травня 2017, Олімпія, штат Вашингтон, США  — американський політик, 20-й губернатор штату Вашингтон (1993–1997), член Палати представників США від 7-го виборчого округу штату Вашингтон (1979–1989).

## Біографія
Майк Лоурі народився 8 березня 1939 року в невеликому містечку Сент-Джон, розташованому в окрузі Вітмен штату Вашингтон. У родині Майк був середнім з трьох дітей, його батьки — Роберт Лоурі (Robert Lowry) і Гелен Вайт Лоурі (Helen White Lowry). Коли Майку було сім років, їхня сім'я переїхала в сусіднє місто Ендікотт.
Після закінчення школи Лоурі продовжив навчання в Університеті штату Вашингтон, що знаходиться в місті Пулман. Закінчивши його в 1962 році, він отримав ступінь бакалавра мистецтв. У тому ж 1962 року Лоурі намагався записатися у військово-морську авіацію, але не пройшов медкомісію через підвищений тиск. Спочатку на кілька місяців влаштувався на роботу в компанію Dun & Bradstreet, що займалася збором фінансової інформації, потім він перейшов у видавничу компанію Allyn & Bacon, де пропрацював три роки. У 1968 році він одружився з Мері Карлсон (Mary Carlson), в 1974 році у них народилася дочка Діана.
З 1968 року Майк Лоурі працював в Олімпії в бюджетному комітеті Сенату штату Вашингтон, в якому він з 1969 по 1973 рік був начальником персоналу. У 1975 році Лоурі був обраний до ради округу Кінг, а в 1977 році став головою цієї ради. Потім, в 1978 році, він був обраний головою Асоціації округів штату Вашингтон (англ. Washington State Association of Counties).
У 1978 році Майк Лоурі був обраний членом Палати представників США від 7-го виборчого округу штату Вашингтон. Після цього він переобирався на цю посаду ще чотири рази, в цілому пропрацювавши на цій посаді десять років — з січня 1979 року по січень 1989 року. На посаді конгресмена Лоурі був одним з провідних критиків економічної політики президента-республіканця Рональда Рейгана, був в опозиції до проведеного ним нарощування озброєнь, а також критикував обмеження на аборти. У 1983 році, коли через смерть сенатора Генрі Мартіна Джексона в Сенаті США утворилося вакантне місце від штату Вашингтон, Лоурі взяв участь у виборах нового сенатора, але програв кандидату від республіканців — колишньому губернатору штату Деніелу Джексону Евансу.
У 1988 році Лоурі знову брав участь у виборах сенатора США від штату Вашингтон, але знову програв, цього разу республіканцеві Слейд Гортон. Після цього Лоурі працював професором Сіетлського університету. У 1992 році Майк Лоурі брав участь у виборах губернатора штату Вашингтон. Вигравши первинні вибори від демократичної партії, потім переміг республіканця Кена Ейкенберрі, який обіймав на той момент посаду генерального прокурора штату.
Майк Лоурі вступив на посаду губернатора штату 13 січня 1993. За час роботи на цій посаді він збільшив податки, домігся збереження і розширення допомоги сім'ям з низьким рівнем доходу, а також підписав закон про гарантії безпеки для працівників-мігрантів. Він підписав указ про забезпечення універсального медичного страхування, однак повної реалізації цієї реформи домогтися не вдалося. У 1996 році Лоурі вирішив не виставляти свою кандидатуру на другий губернаторський термін. Частково це було пов'язано зі скандалом, викликаним звинуваченнями в сексуальних домаганнях; сам губернатор стверджував, що його дружні почуття неправильно зрозуміли. Єдиний випадок, за яким було розпочато розслідування, закінчився досудовою угодою, за якою Лоурі виплатив колишньому заступнику прес-секретаря Сюзанні Олбрайт (Susanne Albright) 97 500 доларів.
Після закінчення терміну губернаторських повноважень Лоурі працював у ряді некомерційних організацій. У 2000 році він виставляв свою кандидатуру на посаду уповноваженого по землях штату Вашингтон (англ. Washington State lands commissioner), але програв. Майк Лоурі помер 1 травня 2017 року в місті Олімпія (штат Вашингтон) від ускладнень після інсульту.